# Mikołaj Kmicic
Mikołaj Kmicic herbu Radzic II (ur. 1601, zm. 1632) – polski poeta, piszący po łacinie; jezuita w Wilnie. Autor Josaphatidos libri III. seu Martyrium B. Josaphati Kuncewicz carmine heroico i Dithyrambus Georgio Tyszkiewicz Episcopo Samogitiae.
Stryj Jana, stolnika orszańskiego, i Samuela, strażnika Wielkiego Księstwa Litewskiego.